# Galgebeek
Galgebeek är ett vattendrag i Belgien.   Det ligger i provinsen Limburg och regionen Flandern, i den östra delen av landet, 70 km öster om huvudstaden Bryssel.
Omgivningarna runt Galgebeek är en mosaik av jordbruksmark och naturlig växtlighet. Runt Galgebeek är det tätbefolkat, med 257 invånare per kvadratkilometer.